# 格奧爾格·馮德馬維茨

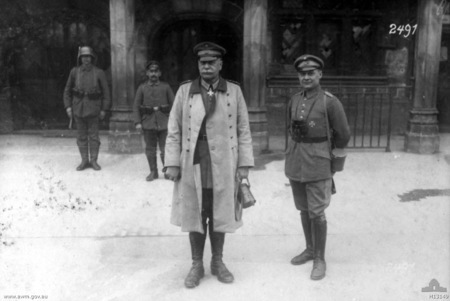
格奧爾格·馮德馬維茨

格奧爾格·馮德馬維茨（德語：Georg von der Marwitz，1856年7月7日—1929年10月27日），德意志帝國將軍。是德意志帝國第二軍團司令，在第一次世界大戰期間的西線與東線指揮數支野戰軍。曾在1917年的康布雷戰役中阻擊英軍進攻部隊。
德馬維茲於1875年時加入帝國軍隊。他於1915年在西線擔任第二騎兵軍司令。在第一次世界大戰進行後不久，他被調任至東線指揮部隊。在成功阻止俄軍在布鲁西洛夫攻势中繼續推進後，他就任為德皇威廉二世的副官。1916年10月，他開始擔任德意志第二軍團司令，於1917年的康布雷戰役中在兵力劣勢下成功反擊英軍。1918年，他擔任德國第五軍團司令。他在戰爭結束後便退役並淡出公眾視野。